# Thuyết tương đối văn hóa
Thuyết tương đối văn hóa là nguyên tắc mà những người khác cần hiểu về tín ngưỡng và hoạt động của mỗi cá nhân theo văn hóa của riêng cá nhân đó.
Nó được thiết lập như tiên đề trong nghiên cứu nhân học bởi Franz Boas trong vài thập kỷ đầu tiên của thế kỷ 20 và sau đó được phát triển bởi các sinh viên của ông. Boas lần đầu tiên nêu ra ý tưởng vào năm 1887: "... văn minh không phải là một cái gì đó tuyệt đối, nhưng... là tương đối, và... những ý tưởng và quan niệm của chúng tôi chỉ đúng đối với nền văn minh của chúng ta cho tới hiện tại." Tuy nhiên, Boas chưa đưa ra thuật ngữ về thuyết tương đối văn hóa.
Thuật ngữ này lần đầu tiên được sử dụng trong Từ điển Tiếng Anh Oxford bởi triết gia và lý thuyết xã hội Alain Locke vào năm 1924 để mô tả "thuyết tương đối văn hóa cực đoan" của Robert Lowie, tìm thấy vào năm 1917 trong cuốn "Văn hóa và Dân tộc học". Thuật ngữ này đã trở nên phổ biến giữa các nhà nhân chủng học sau khi Boas qua đời vào năm 1942, thể hiện sự tổng hợp của họ về một số ý tưởng Boas đã phát triển. Boas tin rằng ranh giới của các nền văn hóa, được tìm thấy trong liên kết với bất kì phân loài nào, là rất rộng và phổ biến đến mức không hề có mối quan hệ nào giữa các nền văn hóa và chủng tộc. Thuyết tương đối Văn hóa liên quan đến những tuyên bố về nhận thức luận và phương pháp luận cụ thể. Những tuyên bố này có cần một lập trường đạo đức cụ thể hay không vẫn còn là một vấn đề gây tranh cãi. Không nên nhầm lẫn học thuyết này với thuyết tương đối đạo đức.